# Nick Schultz
Nick Schultz, född 25 augusti 1982 i Strasbourg, Saskatchewan, är en kanadensisk professionell ishockeyspelare som spelar för Philadelphia Flyers i National Hockey League (NHL). Han har tidigare spelat för Minnesota Wild, Edmonton Oilers och Columbus Blue Jackets.
Schultz valdes av Minnesota Wild som 33:e spelare totalt i 2000 års NHL-draft.
Schultz har representerat det kanadensiska ishockeylandslaget vid ett flertal tillfällen, bland annat i VM 2004 och VM 2007.

## Klubbar
- Prince Albert Raiders, 1998–2001
- Cleveland Lumberjacks, 2000–2001
- Minnesota Wild, 2001–2012
- Houston Aeros, 2002
- Kassel Huskies, 2004–2005 (Lockout)
- Edmonton Oilers, 2011–2014
- Columbus Blue Jackets, 2014–

## Statistik

### Klubbkarriär
| 1998–99    | Prince Albert Raiders | WHL        | 58  | 5  | 18  | 23  | 37  | 14 | 0 | 7 | 7 | 0  |
| 1999–2000  | Prince Albert Raiders | WHL        | 72  | 11 | 33  | 44  | 38  | 6  | 0 | 3 | 3 | 2  |
| 2000–01    | Prince Albert Raiders | WHL        | 59  | 17 | 30  | 47  | 120 | —  | — | — | — | —  |
| 2000–01    | Cleveland Lumberjacks | IHL        | 4   | 1  | 1   | 2   | 2   | 3  | 0 | 1 | 1 | 0  |
| 2001–02    | Minnesota Wild        | NHL        | 52  | 4  | 6   | 10  | 14  | —  | — | — | — | —  |
| 2001–02    | Houston Aeros         | AHL        | —   | —  | —   | —   | —   | 14 | 1 | 5 | 6 | 2  |
| 2002–03    | Minnesota Wild        | NHL        | 75  | 3  | 7   | 10  | 23  | 18 | 0 | 1 | 1 | 10 |
| 2003–04    | Minnesota Wild        | NHL        | 79  | 6  | 10  | 16  | 16  | —  | — | — | — | —  |
| 2004–05    | Kassel Huskies        | DEL        | 46  | 7  | 15  | 22  | 26  | —  | — | — | — | —  |
| 2005–06    | Minnesota Wild        | NHL        | 79  | 2  | 12  | 14  | 43  | —  | — | — | — | —  |
| 2006–07    | Minnesota Wild        | NHL        | 82  | 2  | 10  | 12  | 42  | 5  | 0 | 1 | 1 | 0  |
| 2007–08    | Minnesota Wild        | NHL        | 81  | 2  | 13  | 15  | 42  | 1  | 0 | 0 | 0 | 0  |
| 2008–09    | Minnesota Wild        | NHL        | 79  | 2  | 9   | 11  | 31  | —  | — | — | — | —  |
| 2009–10    | Minnesota Wild        | NHL        | 80  | 1  | 19  | 20  | 43  | —  | — | — | — | —  |
| 2010–11    | Minnesota Wild        | NHL        | 74  | 3  | 14  | 17  | 38  | —  | — | — | — | —  |
| 2011–12    | Minnesota Wild        | NHL        | 62  | 1  | 2   | 3   | 30  | —  | — | — | — | —  |
| 2011–12    | Edmonton Oilers       | NHL        | 20  | 0  | 4   | 4   | 10  | —  | — | — | — | —  |
| NHL totalt | NHL totalt            | NHL totalt | 763 | 26 | 106 | 132 | 332 | 24 | 0 | 2 | 2 | 10 |

### Internationellt
| År            | Lag           | Turnering     | Matcher | Mål | Assist | Poäng | Utv |
| ------------- | ------------- | ------------- | ------- | --- | ------ | ----- | --- |
| 2001          | Kanada        | JVM           | 7       | 0   | 0      | 0     | 2   |
| 2002          | Kanada        | JVM           | 7       | 0   | 2      | 2     | 4   |
| 2004          | Kanada        | VM            | 9       | 0   | 1      | 1     | 0   |
| 2006          | Kanada        | VM            | 9       | 0   | 2      | 2     | 6   |
| 2007          | Kanada        | VM            | 9       | 0   | 0      | 0     | 2   |
| Senior totalt | Senior totalt | Senior totalt | 27      | 0   | 3      | 3     | 8   |